# 天文學綱要

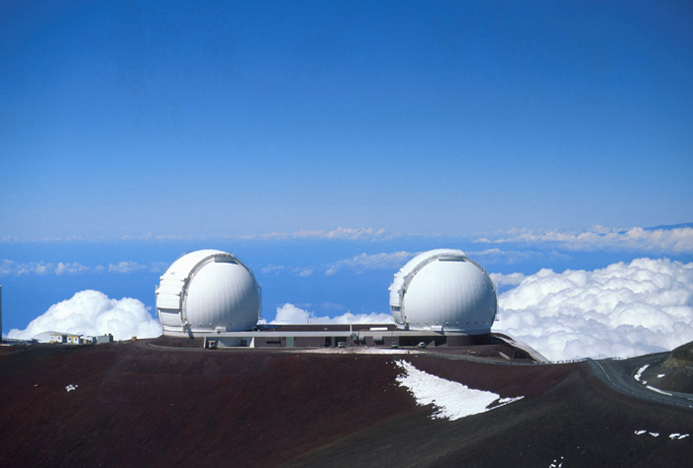
在夏威夷的毛納基是世界上主要的天文台址之一。圖中是凱克天文台，是一個光學的干涉儀。

天文學是源於地球大氣層之外天體（如：恆星、行星、彗星、和星系）的科學和現象。天文學是最古老的科學之一，早期文明的天文學家有條不紊地在夜晚觀測天空，並且在早期就已經發現許多天體的組織結構。但是，直到望遠鏡發明之後，天文學才發展成為現代的科學。 下面的綱要提供天文學的專題指南的條目和概述。

## 天文學的本質

### 與天文物理的關係
天文學的這個分支和天文物理的關係很大也很密切，幾乎和其下所有的分支都有著大量的重疊和交織，但又都互不隸屬。天文學是很古老的主題，關於地球之上物體的觀測（也包括時計和曆法的維護），連同我們對自然界物體性質的了解和認知的意義在內。天文物理是近代的，它的基礎是對天體運動的了解，本質上是與早期的自然科學或物理學相結合，源頭可以追溯到伽利略和艾薩克·牛頓的工作。恆星的光可以分析出它們在物理性質上的本質，像是質量、大小、溫度、組成、年齡和演化，全肇因於19世紀中葉開始發展的光譜學。
因此，「不能解釋的觀測」或許最接近純天文學，反過來宇宙的物理模型，從彗星和小行星到太陽、行星和恆星到宇宙論和大爆炸，變得更接近於純天文物理（如果除了空談之外，確實有這樣的問主題存在），而它與實驗室和理論物理的關係更形密切，而與觀測則漸行漸遠。當天文學教導我們很多的物理，所以物理學（和其他的相關領域，從化學、數學，或許將來也會包括生物學）證明我們了解宇宙的本質。

## 天文學的分支
一般天文物理學是研究宇宙的物理學，包括天體的物理性質（亮度、密度、溫度、化學成分）。理論的天文物理學旨在尋找物理模型和使用物理科學的定律解釋宇宙的物理屬性。
| 學科的分支     | 研究內容                                                                   |
| -------------- | -------------------------------------------------------------------------- |
| 天文生物學     | 在宇宙中生物系統的出現和演化。                                             |
| 緻密天體       | 在白矮星、中子星的高密度物質和它們對環境的影響，包括吸積。                 |
| 系外行星的研究 | 太陽系以外各種不同的行星。                                                 |
| 物理宇宙學     | 整個宇宙的起源和演化。宇宙論的研究是理論的天文物理學中規模最大的領域。     |
| 銀河系天文學   | 我們的銀河系和其他星系的結構組成。                                         |
| 高能天文物理   | 高能發生的現象，包括活躍星系核、超新星、伽瑪射線暴、類星體和激波。         |
| 星際天文物理   | 星際物質、星系際物質和塵埃。                                               |
| 星系天文學     | 在銀河系之外的天體（主要是星系），包括星系的形成和演化。                   |
| 恆星天文學     | 恆星形成、物理性質、主序星壽命、變星、恆星演化和消光。                     |
| 電漿天文物理學 | 電漿在外太空的性質。                                                       |
| 相對論天文物理 | 廣義相對論和狹義相對論在天文物理範疇內的效應，包括引力波、重力透鏡和黑洞。 |

行星科學是研究太陽系的行星。
| 分支         | 研究內容                                             |
| ------------ | ---------------------------------------------------- |
| 大氣科學     | 研究大氣層和天氣                                     |
| 行星形成     | 在太陽系的形成與演化的背景下研究行星和衛星的形成。   |
| 行星環       | 行星環的動力學、穩定性和組成。                       |
| 太陽物理學   | 太陽和太陽系、星際空間與其他的交互作用。             |
| 磁層         | 行星和衛星的磁場。                                   |
| 行星表面     | 行星和衛星表面的地質。                               |
| 行星內部     | 行星和衛星內部的結構。                               |
| 太陽系小天體 | 受引力約束的最小天體，包括小行星、彗星和古柏帶天體。 |

觀測天文學的資料基本上都是探測器的規格：
| 分支           | 帶寬或粒子類型     |
| -------------- | ------------------ |
| 電波天文學     | 波長300 微米以下   |
| 次毫米波天文學 | 200微米至1毫米     |
| 紅外線天文學   | 0.7–350微米        |
| 可見光天文學   | 380–750 nm         |
| 紫外線天文學   | 10–320奈米         |
| X射線天文學    | 0.01–10奈米        |
| 伽瑪射線天文學 | 0.01奈米以下       |
| 宇宙射線天文學 | 宇宙射線，包括電漿 |
| 微中子天文學   | 微中子             |
| 引力波天文學   | 引力子             |

天文研究的一般技術也可以分成不同的領域：
- 光度學 － 通過不同的濾色片研究不同光度的天體。
- 光譜學 － 研究天體的光譜。
- 天體測量 － 研究天體在天空中的位置和它們的位置變化。定義座標系統用來研究我們銀河系的運動學。

其它可以被視為天文學的一部分的學科：
- 考古天文學
- 天文化學

## 天文學的歷史
- 考古天文學
- 巴比倫天文學
- 中國天文學
- 埃及天文學
- 希臘天文學
- 希伯來天文學
- 印度天文學
- 伊斯蘭天文學
- 蘇聯天文學
- 中世紀的西歐科學

## 一般天文學觀念

### 基本事件
- 大氣層
- 天極
- 食
- 黃道
- 宇宙射線
- 克卜勒定律
- 都卜勒效應
- 章動
- 軌道
- 攝動
- 歲差
- 自行
- 紅移
- 日食
- 潮汐
- 黃道帶

### 儀器、測量和單位
- 電波望遠鏡
- 望遠鏡
- 曆法
- 天文單位
- 天球坐標系統
- 秒差距
- 進動
- 天體力學
- 太陽時
- 恆星時

### 星雲和星團
- 星際物質
- 星雲
- 蟹狀星雲
- 中性氫區
- 電離氫區
- 獵戶座大星雲
- 行星狀星雲
- 昴宿星團

### 星系
- 銀河系
- 仙女座大星系
- 麥哲倫雲
- 類星體

### 宇宙論
- 宇宙微波背景輻射
- 秩序
- 暗物質
- 宇宙尺度
- 哈伯常數
- 奧伯斯佯謬（光度佯謬）
- 宇宙

### 團體
- 美國變星觀測者協會（AAVSO）
- 大学天文研究协会（AURA）
- 國際天文學聯合會（IAU）
- 歐洲太空總署（ESA）
- 宇宙航空研究開發機構（JAXA）
- 美国国家航空航天局（NASA）
- 英國皇家天文學會（RAS）

### 書籍和出版品
- 天文學大成
- 新天文學
- 天文期刊
- 天文物理期刊
- 天文愛好者
- 石氏星表
- HD星表
- NGC天體表

## 天文學家
主要天文學家：
- 沃爾特·巴德
- 弗里德里希·威廉·貝塞爾
- 第谷·布拉赫
- 安妮·坎農
- 阿尔万·克拉克
- 尼古拉·哥白尼
- 伽利略·伽利萊
- 喬治·海爾
- 威廉·赫歇爾
- 愛德溫·哈伯
- 雅各布斯·卡普坦
- 克卜勒
- 古柏
- 亨麗愛塔·勒維特
- 艾薩克·牛頓
- 愛德華·皮克林
- 托勒密
- 亨利·諾利斯·羅素
- 哈羅·沙普利

## 外部連結
- Astronomy Guide （页面存档备份，存于） For reviews on astronomy products, how-to's and current events.
- Astronomy Net （页面存档备份，存于） Resources, forums (from 1995), articles on Astronomy.
- International Year of Astronomy 2009 （页面存档备份，存于） IYA2009 Main website
- Cosmic Journey: A History of Scientific Cosmology （页面存档备份，存于） from the American Institute of Physics
- Astronomy Picture of the Day （页面存档备份，存于）
- Southern Hemisphere Astronomy
- Sky & Telescope （页面存档备份，存于） publishers
- Astronomy Magazine （页面存档备份，存于）
- Latest astronomy news in 11 languages
- Universe Today （页面存档备份，存于） for astronomy and space-related news
- Celestia Motherlode （页面存档备份，存于） Educational site for Astronomical journeys through space
- Search Engine for Astronomy
- Hubblesite.org - home of NASA's Hubble Space Telescope （页面存档备份，存于）
- Astronomy - A History - G. Forbes - 1909 (eLibrary Project - eLib Text) （页面存档备份，存于）
- (historical)
- Prof. Sir Harry Kroto, NL（页面存档备份，存于）, Astrophysical Chemistry Lecture Series. 8 Freeview Lectures provided by the Vega Science Trust.
- Core books （页面存档备份，存于） and core journals （页面存档备份，存于） in Astronomy, from the Smithsonian/NASA Astrophysics Data System